# Comuna Buciumeni, Ungheni
Comuna Buciumeni este o comună din raionul Ungheni, Republica Moldova. Este formată din satele Buciumeni (sat-reședință), Buciumeni (loc. st. c. f.) și Florești.

## Demografie
Conform datelor recensământului din 2014, comuna are o populație de 1.266 de locuitori. La recensământul din 2004 erau 1.426 de locuitori.

## Administrație și politică
Componența Consiliului local Buciumeni (9 consilieri), ales la 5 noiembrie 2023, este următoarea:
|  | Partid                                       | Consilieri | Componență | Componență | Componență | Componență | Componență |
|  | -------------------------------------------- | ---------- | ---------- | ---------- | ---------- | ---------- | ---------- |
|  | Partidul Acțiune și Solidaritate             | 5          |            |            |            |            |            |
|  | Partidul Liberal Democrat din Moldova        | 3          |            |            |            |            |            |
|  | Partidul Socialiștilor din Republica Moldova | 1          |            |            |            |            |            |